# شینزو شینجو
شینزو شینجو (انگلیسی: Shinzo Shinjo؛ ۲۹ اوت ۱۸۷۳ – ۱ اوت ۱۹۳۸) یک فیزیکدان اهل ژاپن بود. 